# Gennadi Samoilowitsch Gor
Gennadi Samoilowitsch Gor (russisch Геннадий Самойлович Гор; * 15. Januarjul. / 28. Januar 1907greg. in Werchneudinsk, Sibirien; † 6. Januar 1981 in Leningrad) war ein russischer Schriftsteller und Science-Fiction-Autor der Sowjetunion.

## Leben
Gennadi Gor, Sohn einer nach Sibirien verbannten jüdischen Familie, ging 1923 nach Petrograd und studierte dort Geschichte und Philologie. Hier nahm er auch mit Vertretern der avantgardistischen Literatur jener Zeit Kontakt auf, darunter Daniil Charms und Alexander Wwedenski, den Köpfen der Avantgarde-Gruppe OBERIU. Bereits 1925 begann er zu publizieren, neben populärwissenschaftlichen Texten über das Leben und die Kultur nordsibirischer Volksstämme auch zunächst experimentelle Gegenwartsliteratur (erster Erzählungsband: Malerei, 1933). Ab 1961 schrieb er auch Science Fiction und veröffentlichte auf diesem Gebiet zahlreiche Romane, Erzählungen und Novellen. In der DDR wurden einige Erzählungen (die in Anthologien erschienen) und zwei Romane übersetzt. 2007 erschienen seine Gedichte aus der Blockadezeit und einige phantastische Erzählungen parallel, übersetzt und herausgegeben von Peter Urban.

## Bibliographie
Romane
- Юноша с далёкой реки (1953)
- Университетская набережная (1959)
- Изваяние (1971)
- Корова (2000)

Erzählungen
- Факультет чудаков (1931)
- Счастливая река (1934)
- В городке Студёном (1935)
- Дочь Семардана (1937)
- Ланжеро (1937)
- Неси меня, река (1938)
- Синее озеро (1939)
- Панков (1940)
- Дом на Моховой (1945)
- Остров будет открыт (1945)
- Последний экзамен (1948)
- Неизвестный ключ (1949)
- Ошибка профессора Орочева (1955)
- Однофамилец (1956)
- Докучливый собеседник (1961)
- Странник и время (1962)
- Кумби (1963, auch als Гости с Уазы)
- Скиталец Ларвеф (1964, auch als Уэра)
- Электронный Мельмот (1964)
- Мальчик (1965)
- Глиняный папуас (1966)
- Минотавр (1967)
- Имя (1968)
- Синее окно Феокрита (1968)
- Рисунок Дароткана (1972)
- Геометрический лес (1973)
- Деревянная квитанция (1974)
- Картины (1975)
- Чилиры (1975)
- Контора слепого (1976)
- Пять углов (1977)
- Человек без привычек (1980)

Deutsche Übersetzungen
- Pankoff : Ein Kind der Arktis. Übersetzt von Alix Rohde-Liebenau. Ost und West-Reihe Bd. 3. Kantorowicz, Berlin 1948.
- Der elektronische Melmoth. kap-Heft, 1967 (gekürzt). Auch enthalten in: 
  - Index J-81 arbeitet für Mr. Faust. Volk und Welt, Berlin (DDR) 1971.
  - Reinhard Fischer (Hrsg.): Das elektronische Glück. Phantastische Erzählungen aus der Sowjetunion. Das Neue Berlin, Berlin (DDR) 1982 u. ö.
  - Horst Heidtmann (Hrsg.): Die letzte Tür. Sowjetische phantastische Erzählungen. dtv phantastica 1983
- Konstantin Pankow. Biographie. Seemann, Leipzig 1976.
- Die Statue. Das Neue Berlin, Berlin (DDR) 1978. Weitere Ausgabe mit einem Nachwort von Michael Nagula: Heyne SF&F #4207, 1985, ISBN 3-453-31181-7.
- Das Ohr. Phantastische Geschichten aus dem alten Leningrad. Übersetzt von Peter Urban. Friedenauer Presse, Berlin 2007, ISBN 3-932109-51-1.
- Blockade.  Gedichte. Russisch und Deutsch. Ed. Korrespondenzen, Wien 2007, ISBN 3-902113-52-9.